# 代德尔斯托夫
代德尔斯托夫是德国下萨克森州的一个市镇。总面积76.03平方公里，总人口1513人，其中男性759人，女性754人（2011年12月31日），人口密度20人/平方公里。